# Canillas de Esgueva (kommun)
Canillas de Esgueva är en kommun i Spanien.   Den ligger i provinsen Provincia de Valladolid och regionen Kastilien och Leon, i den centrala delen av landet, 150 km norr om huvudstaden Madrid.